# Plectorhinchus chrysotaenia
Plectorhinchus chrysotaenia és una espècie de peix de la família dels hemúlids i de l'ordre dels perciformes.

## Morfologia
Els mascles poden assolir els 41 cm de longitud total.

## Distribució geogràfica
Es troba des de Singapur i les Filipines fins a Salomó, les Illes Ryukyu, la Gran Barrera de Corall i Nova Caledònia.